# Рокаскалења
Рокаскалења (итал. Roccascalegna) је насеље у Италији у округу Кјети, региону Абруцо.
Према процени из 2011. у насељу је живело 378 становника. Насеље се налази на надморској висини од 437 м.

## Становништво
Према резултатима пописа становништва 2011. у општини је живело 1.871 становника.
| 1931. | 1936. | 1951. | 1961. | 1971. | 1981. | 1991. | 2001. | 2011. |
| ----- | ----- | ----- | ----- | ----- | ----- | ----- | ----- | ----- |
| 2.499 | 2.440 | 2.468 | 2.131 | 1.831 | 1.702 | 1.557 | 1.423 | 1.871 |